# Hemilienardia rubicunda
Hemilienardia rubicunda é uma espécie de gastrópode do gênero Hemilienardia, pertencente a família Raphitomidae.